# Asino

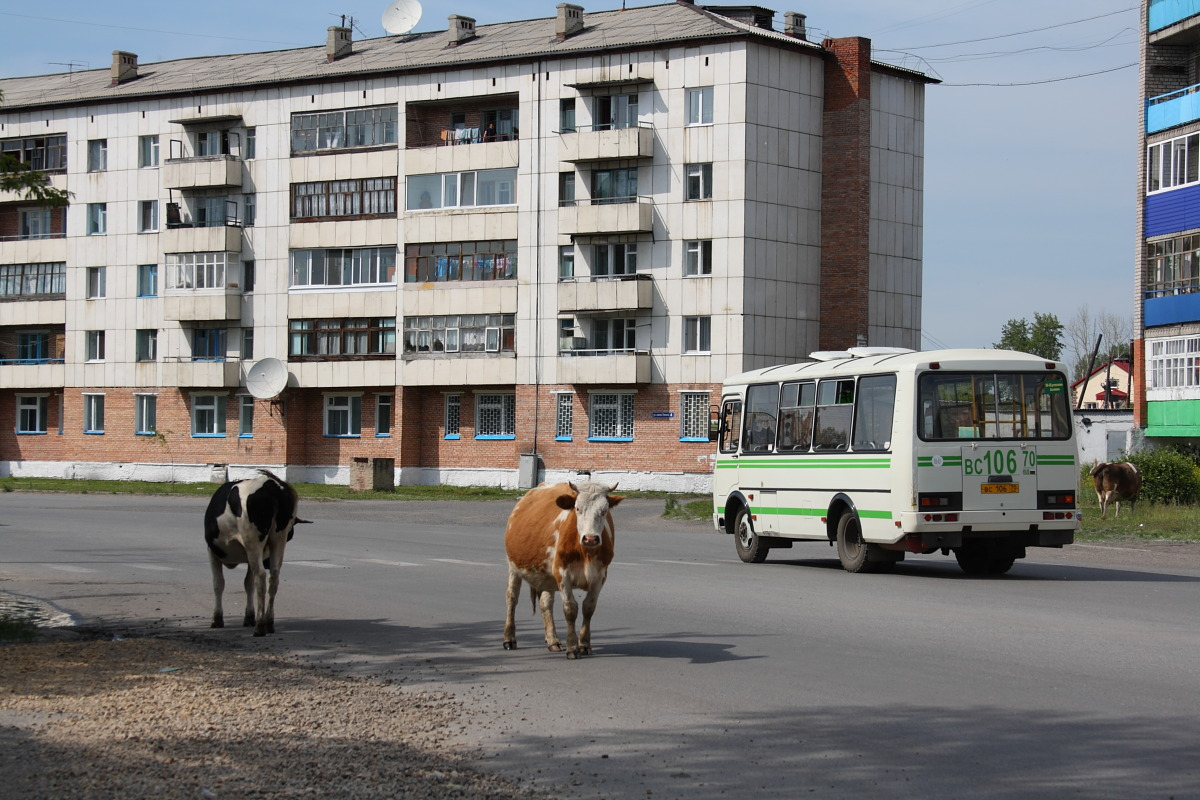
Gata i Asino.

Asino (ryska А́сино) är en stad i Tomsk oblast i Ryssland. Folkmängden uppgick till 24 615 invånare i början av 2015.